# Съюз на комунистическата младеж на Югославия
Съюза на комунистическата младеж на Югославия (на сръбски: Савез комунистичке омладине Југославије) със съкращението СКОЈ е младежка организация на Югославската комунистическа партия от 1919 до 1948 година. Макар че е забранена две години след създаването си и в различни периоди нейните дейци са преследвани, организацията остава влиятелна сред младежките революционери в Кралство Югославия и по-късно става главен организатор на партизанската съпротива срещу силите на Оста и местни колаборционистки сили. След Втората световна война СКОЮ става част от по-широка организация на югославската младеж наречена Народна младеж на Югославия, която по-късно става Съюз на социалистическата младеж на Югославия.

## История
СКОЮ е основан в Загреб на 10 октомври 1919 година като политическа организация на революционната младеж, която е последвана от политика на Партията на социалистическите работници на Югославия (комунисти).
Основани са регионални комитети, които са разпуснати през 1920 година. През 1921 година организацията е забранена заедно с партията, която междувременно вече е преименувана на Югославска комунистическа партия. Два конгреса са направени тайно през 20-те, Втория конгрес през юни 1923 година, а третия конгрес през юни 1926 година. СКОЮ става съставна част от Комунистическия интернационал на младежта. Регионалните комитети са възстановени през 1939 година. В организацията членуват много младежи от Вардарска Македония, повлияни от комунистическите идеи и участващи в комунистическото партизанско движение.